# L'Enfer blanc du Piz Palü
Pour plus de détails, voir Fiche technique et Distribution.
L'Enfer blanc du Piz Palü (titre original allemand : Die weiße Hölle vom Piz Palü) est un film muet dramatique allemand de 1929 écrit et réalisé par Arnold Fanck et Georg Wilhelm Pabst. Ce film de montagne met en vedette la future cinéaste Leni Riefenstahl et Ernst Udet, as de l'aviation de la Première Guerre mondiale.

## Synopsis
L'épouse du docteur Johannes Krafft est morte après une chute dans une crevasse au cours d'une expédition sur le piz Palü lors de leur lune de miel. L'accident est dû à la négligence de son mari.

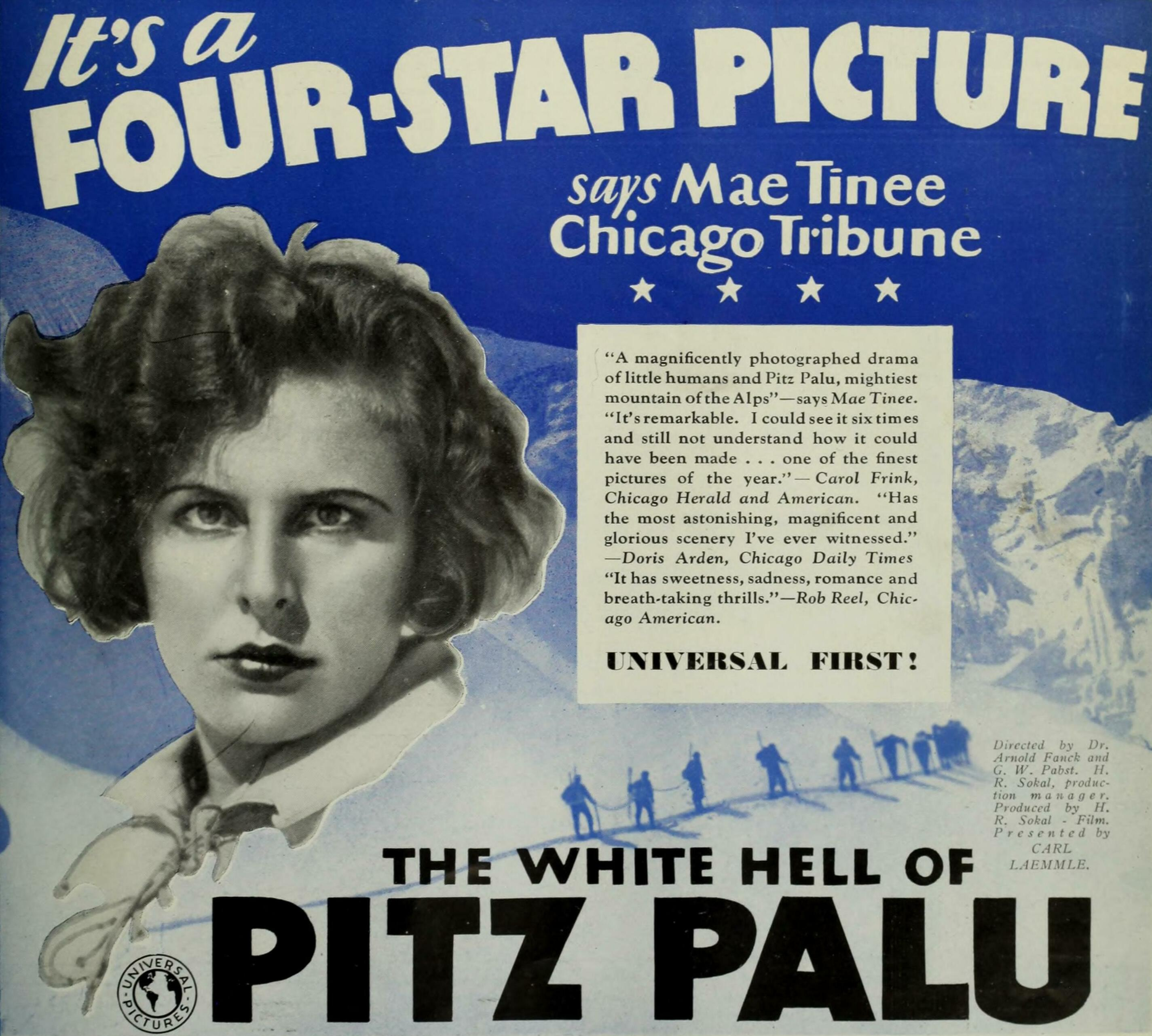
USA, 1930

Dix ans après les faits, un couple de jeunes mariés, Hans Stern (Ernst Petersen) et Marie Brandt (Leni Riefenstahl), arrivent à une cabane d'alpage près de St. Moritz. Ils se rendent compte que le Dr Krafft est obsédé par la mort de sa femme et est toujours à sa recherche. Ils partent ensemble afin d'escalader le piz Palü, ignorant qu'une tempête s'approche. Piégés dans la montagne et Hans s'étant cassé une jambe, ils sont forcés de passer la nuit sur une petite corniche. Le Dr Krafft, qui avait donné son vêtement à Karl, ne survit pas. Un ami de Hans et de Marie, l'aviateur Ernst Udet, les retrouve et alerte les sauveteurs qui ramènent le couple dans la vallée.

## Dates et lieux de tournage

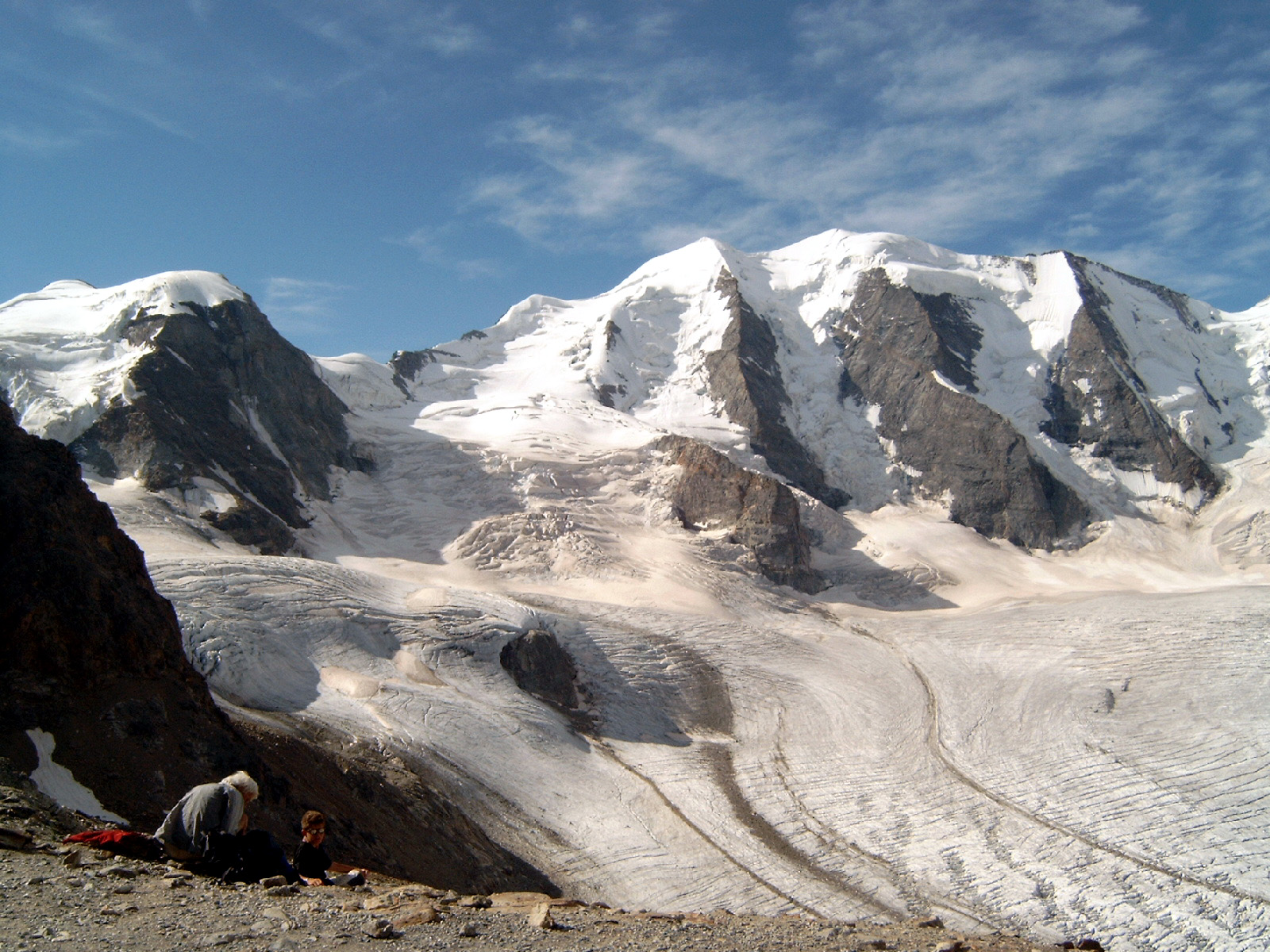
La face nord du piz Palü : le glacier de Diavolezza.

Les scènes de montagne ont été tournées de janvier à juin 1929 dans les Alpes suisses, dans les massifs de la Bernina et de l'Engadine, tous deux dans le canton des Grisons.

## Fiche technique
- Réalisation :
  - Arnold Fanck (scènes de montagne)
  - Georg Wilhelm Pabst (scènes en studio)
- Scénario : Arnold Fanck, Ladislaus Vajda
- Assistant réalisateur : Marc Sorkin
- Photographe de plateau : Hans Casparius
- Producteur : Paul Kohner, Harry R. Sokal
- Musique originale :
  - Heinz Roemheld (version de 1930)
  - Giuseppe Becce (version allemande de 1935)
  - Ashley Irwin (version restaurée de 1998)
- Image : Sepp Allgeier, Richard Angst, Hans Schneeberger
- Montage : Arnold Fanck

### Versions sonorisées
- 1930 : The White Hell of Piz Palü (version anglaise)
- 1935 : Die Weiße Hölle Vom Piz Palü (cy) (version allemande)

## Premières
- Autriche : le 11 octobre 1929 à Vienne
- Allemagne  République de Weimar : le 1er novembre 1929 à Stuttgart

Date de la première officielle en Allemagne : le 15 novembre 1929 à l'Ufa-Palast am Zoo à Berlin. Plus de 100 000 spectateurs y ont vu le film pendant les quatre premières semaines de son exploitation.

## Distribution
- Gustav Diessl : Dr Johannes Krafft
- Mizzi Götzel : Frau Krafft
- Ernst Petersen : Hans Brandt
- Leni Riefenstahl : Maria Majoni
- Otto Spring : Christian Klucker
- Ernst Udet : L'aviateur
- Kurt Gerron : L'homme du bar

## Remake
Un remake du film est sorti en 1950 sous le titre de Sous la rafale (en allemand : Föhn), réalisé par Rolf Hansen avec Hans Albers et Liselotte Pulver.